# Talitropsis crassicruris
Talitropsis crassicruris is een rechtvleugelig insect uit de familie grottensprinkhanen (Rhaphidophoridae). De wetenschappelijke naam van deze soort is voor het eerst geldig gepubliceerd in 1896 door Hutton.